# Franz Scharl
Mons. Franz Scharl (* 5. března 1958, Oberndorf bei Salzburg) je rakouský římskokatolický duchovní a pomocný biskup vídeňský.

## Život
Narodil se 5. března 1958 v Oberndorf bei Salzburg, jako syn zemědělce. V letech 1972 - 1977 navštěvoval obchodní akademii v Salcburk-Lehen a absolvoval vojenskou službu v Siezenheimu. Roku 1978 začal studovat na Vídeňské univerzitě filosofii a etnologii. Roku 1982 začal studovat teologii a roku 1986 vstoupil do Arcibiskupského semináře ve Vídni. Dne 29. června 1990 byl ve Svatoštěpánském dómě kardinálem Hansem Hermannem Groërem vysvěcen na kněze. Následně byl kaplanem ve farnosti Mödling-St. Othmar a poté ve Vídeňském Novém Městě. Od roku 1997 do roku 1998 byl lektorem filosofického institutu vídeňské univerzity, kde roku 1995 získal doktorát z filosofie. Roku 2000 se stal knězem vídeňské farnosti „Vzkříšení Krista“ v Margaretenu a 1. ledna 2001 byl zvolen děkanem děkanátu Wieden/Margareten.
Dne 9. února 2006 byl papežem Benediktem XVI. jmenován pomocným biskupem vídeňské arcidiecéze a titulárním biskupem z Ierafi. Biskupské svěcení přijal 23. dubna 2006 z rukou kardinála Christophra Schönborna a spolusvětiteli byli arcibiskup Alois Kothgasser a biskup Helmut Krätzl.